# Al-Bāha
al-Bāha è una città di 360 000 abitanti dell'Arabia Saudita, capoluogo dell'omonima provincia.

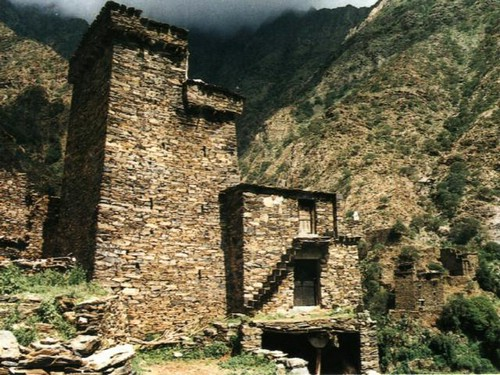
Edifici della rocca antica della città

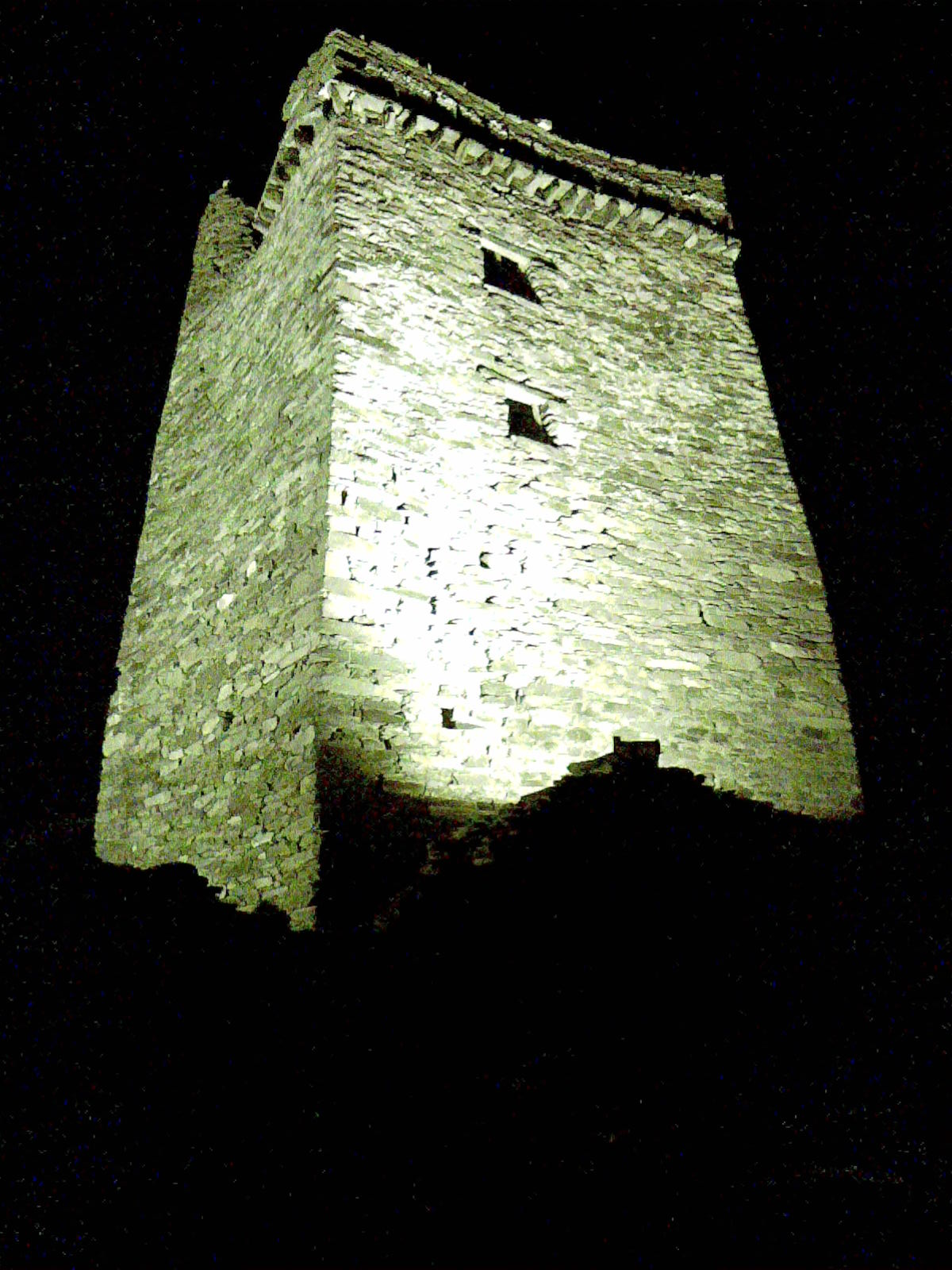
Una torre della parte antica illuminata di notte